# Romée Maarschalkerweerd
Romée Maarschalkerweerd (* 24. September 2004) ist eine niederländische Handballspielerin, die für den dänischen Erstligisten Horsens HK aufläuft.

## Karriere

### Im Verein
Maarschalkerweerd spielte anfangs für den niederländischen Verein WPK/Westlandia. Nachdem die Kreisläuferin für HV Quintus aufgelaufen war, schloss sie sich VOC Amsterdam an. Mit der Damenmannschaft von VOC Amsterdam gewann sie im Jahr 2023 die niederländische Meisterschaft. Seit der Saison 2024/25 steht Maarschalkerweerd beim dänischen Erstligisten Horsens HK unter Vertrag.

### In Auswahlmannschaften
Maarschalkerweerd nahm mit der niederländischen Jugendnationalmannschaft an der EHF U-17-Championship 2021 teil, einem Wettbewerb für Nationalmannschaften, die sich nicht für die U-17-Europameisterschaft qualifizieren konnten. Die Niederlande gewann den Wettbewerb, zu deren Gewinn sie 20 Tore beisteuerte. Im darauffolgenden Jahr belegte sie mit der Jugendnationalmannschaft den vierten Platz bei der U-18-Weltmeisterschaft und wurde in das All-Star-Team berufen. Nachdem Maarschalkerweerd mit der niederländischen Juniorinnennationalmannschaft an der U-19-Europameisterschaft 2023 teilgenommen hatte, gewann sie mit dieser Auswahlmannschaft bei der U-20-Weltmeisterschaft 2024 die Bronzemedaille. Mittlerweile gehört sie dem Kader der niederländischen A-Nationalmannschaft an, mit der sie an der Europameisterschaft 2024 teilnimmt.

## Sonstiges
Ihre Großmutter sowie ihre Mutter spielten ebenfalls Handball. Mit ihrer Schwester Britt Maarschalkerweerd lief sie gemeinsam für VOC Amsterdam auf.